# Josef Kopp
Josef Kopp (13. dubna 1827 Vídeň – 22. ledna 1907 Vídeň) byl rakouský právník a politik, jedna z hlavních postav rakouskoněmeckých liberálů, v závěru 19. století poslanec Říšské rady.

## Biografie
V letech 1845–1849 vystudoval Vídeňskou univerzitu. Během revoluce roku 1848 bojoval ve studentské legii. V roce 1854 získal titul doktora práv. V letech 1862–1902 působil jako dvorní a soudní advokát ve Vídni. Byl aktivní veřejně i politicky. V období let 1869–1870 zasedal ve výboru dolnorakouské advokátní komory, v letech 1872–1875 v její disciplinární komisi. Od roku 1867 byl členem Vídeňské obecní rady a od téhož roku zasedal i jako poslanec Dolnorakouského zemského sněmu, kde v období let 1870–1897 zastával post referenta pro obecní a ústavní záležitosti v zemském výboru. Zasloužil se o vybudování moderní zemské péče o chudé. V roce 1869 založil Deutscher Verein, který se později vyvinul v Deutscher Schulverein, organizaci, která podporovala německé školství v jazykově smíšených oblastech monarchie. Po 15 let zasedal v čele této organizace, která počátkem 70. let byla hlavním mocenským bodem mladoněmeckých liberálů.
V 70. letech 19. století se zapojil i do celostátní politiky. Ve volbách do Říšské rady roku 1873 získal mandát za městskou kurii, obvod Vídeň, VI. okres. Za týž obvod byl zvolen i ve volbách do Říšské rady roku 1879. Rezignaci na mandát oznámil na schůzi 29. dubna 1884, ale již 4. prosince 1884 složil slib jako poslanec, nyní za I. vídeňský okres. Ve volbách do Říšské rady roku 1885 zde mandát obhájil, stejně jako ve volbách roku 1891, volbách roku 1897 a volbách roku 1901 a setrval zde až do své smrti roku 1907.Profesně byl k roku 1897 uváděn jako dvorní a soudní advokát. Podílel se na přípravě nového trestního zákoníku a stal se členem stálého parlamentního výboru pro trestní zákoník. Zasadil se též o reformu tiskového zákona.
Politicky patřil mezi německé liberály (tzv. Ústavní strana). V říjnu 1879 je zmiňován na Říšské radě coby člen mladoněmeckého Klubu sjednocené Pokrokové strany (Club der vereinigten Fortschrittspartei). Náležel mezi zakladatele a předáky Pokrokového klubu na Říšské radě. V roce 1870, 1871 a 1873 předsedal stranickým sjezdům v době přípravy ústavních změn a zavádění přímých voleb do Říšské rady. Předsedal i sjezdům v roce 1879 a 1880. Od roku 1881 byl členem klubu Sjednocené levice, do kterého se spojilo několik ústavověrných (liberálně a centralisticky orientovaných politických proudů). Za tento klub uspěl i ve volbách roku 1885. Po rozpadu Sjednocené levice přešel do frakce Německorakouský klub. V roce 1890 se uvádí jako poslanec obnoveného klubu německých liberálů, nyní oficiálně nazývaného Sjednocená německá levice. I ve volbách roku 1891 byl na Říšskou radu zvolen za klub Sjednocené německé levice. Ve volbách roku 1897 se do parlamentu dostal jako kandidát Německé pokrokové strany.